# Seatoun
Seatoun, une banlieue est de la cité de Wellington, la capitale de la Nouvelle-Zélande, située dans le sud de l’ Île du Nord.

## Situation
Seatoun est localisée sur le côté est de la péninsule de Miramar (en), tout près de l’entrée du Wellington Harbour (en) (au niveau de Port Nicholson (en)), à quelque sept kilomètres au sud-est du CBD de la cité de Wellington.
La banlieue siège sur un promontoire exposé tout près de Barrett Reef (en), une zone dangereuse de rochers peu profonds sur lesquels de nombreux bateaux sont venus s’éventrer, le plus notable étant le ferry inter-îles nommé le bateau TEV Wahine (en) en 1968.
Elle est limitée au nord par Worser bay, à l’est par la tête du mouillage de Wellington Harbour (en), au sud, par  Breaker Bay, et le  détroit de Cook, au sud-ouest, par Strathmore Park (en), et au nord-ouest par la banlieue de Miramar

## Histoire
La première installation des européens dans le secteur date de 1889.

## Toponymie
Le nom de Seatoun vient d’une localité située dans le Forfarshire, en Ecosse, en relation avec l’histoire de la famille de Coutts Crawford (en), le fondateur de la banlieue.

## Situation
Seatoun comme banlieue émerge des Steeple Rock, qui sont de grands blocs de rocher au niveau de Barrett Reef à l’ouest de l’entrée du mouillage de Wellington Harbour (en), se dressant à à peine 7 m au-dessus du niveau de la mer.
Son nom Māori est ‘Te Aroaro-o-Kupe’ (le front de Kupe), après avoir été officiellement changé le 3 septembre 2009 à partir de ‘Te Ure-o-Kupe’ (le penis de Kupe).
Kupe, est découvreur légendaire de Aotearoa, qui est s’être blessé lui-même sur un rocher en nageant à ce niveau.

## Éducation
- L’école de ‘Seatoun School’ est une école d’état, mixte, assurant le primaire, allant de l’année 1 à 8[3] avec un effectif de 381 élèves en 2020[4].

L’école fut fondée en 1916. Elle a été relocalisée dans de nouvelles installations sur le siège de l’ancien Fort Dorset de la base de l’armée de la Nouvelle-Zélande en 2002, près de l’entrée du mouillage de Wellington Harbour (en).
- L'école "St Anthony's School" est une école mixte, catholique mais intégrée au public, assurant le primaire de l’année 1 à 8[6],[7] avec un effectif de 70 élèves en 2020[8].

- Te Kura Kaupapa Māori o Nga Mokopuna est une école mixte, d’état de type immersion en language Māori (en) allant de l’année 1 à 13[9],[10] avec un effectif de 79 élèves en 2020[11].